# Elvált nők klubja
Az Elvált nők klubja (eredeti cím: The First Wives Club) 1996-ban bemutatott amerikai filmvígjáték, amelyet Hugh Wilson rendezett. A forgatókönyvet Robert Harling írta, a zenéjét Marc Shaiman szerezte, a producere Scott Rudin, a főszerepekben Bette Midler, Goldie Hawn és Diane Keaton látható. A Paramount Pictures készítette és forgalmazta.
Amerikában 1996. szeptember 20-án, Magyarországon pedig 1997. február 20-án mutatták be a mozikban.

## Szereplők
| Szereplő                  | Színész              | Magyar hang      |
| ------------------------- | -------------------- | ---------------- |
| Brenda Morelli Cushman    | Bette Midler         | Szabó Éva        |
| Elise Eliot Atchinson     | Goldie Hawn          | Udvaros Dorottya |
| Annie MacDuggan Paradis   | Diane Keaton         | Bodnár Erika     |
| Gunila Garson Goldberg    | Maggie Smith         | Andai Györgyi    |
| Shelly Stewart            | Sarah Jessica Parker | Bíró Kriszta     |
| Morton Cushman            | Dan Hedaya           | Áron László      |
| Cynthia Swann Griffin     | Stockard Channing    |                  |
| Bill Atchison             | Victor Garber        | Fazekas István   |
| Aaron Paradis             | Stephen Collins      | Nagy Gábor       |
| Phoebe LaVelle            | Elizabeth Berkley    | Mics Ildikó      |
| Dr. Leslie Rosen          | Marcia Gay Harden    | Varga Mária      |
| Duarto Feliz              | Bronson Pinchot      | Barát Attila     |
| Chris Paradis             | Jennifer Dundas      | Somlai Edina     |
| Catherine MacDuggan       | Eileen Heckart       | Tanai Bella      |
| Carmine Morelli nagybácsi | Philip Bosco         | Buss Gyula       |
| Dr. Morris Packman        | Rob Reiner           | Horesnyi László  |
| Ivana Trump               | Ivana Trump          |                  |
| szövetségi rendőrbíró     | J. K. Simmons        |                  |